# 托雷洛多内斯
托雷洛多内斯（西班牙語：Torrelodones），是西班牙马德里自治区的一个市镇，距离马德里29公里。总面积22平方公里，总人口22782人（2013年），人口密度1038人/平方公里。

## 友好城市
- 法國 贝通[1]